# The Return of Martha Splatterhead
The Return of Martha Splatterhead es el primer álbum de estudio de larga duración de la banda de crossover thrash de Seattle The Accüsed. Este disco, contiene algunos temas del EP debut de la banda, llamado Martha Splatterhead. El álbum, ha influido a muchas bandas en todo el mundo debido a su estilo ferozmente original.
John Book, de Allmusic, lo describe simplemente como "un muy buen álbum".

## Lista de temas
1. Martha Splatterhead
2. Wrong Side of the Grave
3. Take my Time
4. Distractions
5. Buried Alive
6. No Mercy
7. Slow Death
8. Autopsy
9. She’s the Killer
10. In a Death Bed
11. Lonely Place
12. Fuckin’ 4 Bux
13. Martha’s Revenge

## Integrantes

### The Accused
- Blaine Cook - Voz
- Tom Niemeyer - Guitarra
- Chewy Batterman - Bajo
- Dana Collins - Batería

### Músico adicional
- Tracy - Guitarra adicional en "Wrong Side of the Grave"